# بهرام بن مردانشاه
بهرام بن مردانشاه موبد زرتشتی از شهر شاپور از فارس بود که در چندین منبع فارسی و عربی از او به عنوان مترجم خدای‌نامه از زبان پهلوی به عربی نام برده شده است. نام کتابی که بدست او ترجمه شده، «کتاب تاریخ ملوک بنی ساسان» نام برده شده است. این گونه گفته شده است که بهرام در این کتاب از شمار زیاد نسخه‌های شاهنامه و تفاوت فراوان میان آنها ذکر برده است و برای ترجمه خودش به بیش از بیست نسخه از آنها رجوع کرده است. آن گونه که از نقل و قول‌ها برمی‌آید، ترجمهٔ او با ترجمه ابن مقفع و محتوای شاهنامه فردوسی تفاوت چشمگیر داشته است. برای نمونه در کتاب او، گیومرت نخستین آدم است، نه نخستین پادشاه. این می‌تواند بیانگر آن باشد که ترجمهٔ بهرام بر پایه خداینامه‌ای بوده است که گردآوردنگان آن به جای تاریخ‌دانان درباری، موبدان بوده‌اند و دربخش‌هایی با اوستا منطبق است و از منصب او که «موبد» بوده هم این تأیید می‌شود.